# Айбазов, Ратмир Умарович
Ратмир Умарович Айбазов (род. 12 апреля 1955) — российский юрист, предприниматель и политик, член Совета Федерации (2001—2011).

## Биография
С 1972 года работал слесарем хозрасчетного участка Главминкурортстроя в Карачаевске, затем служил в армии. С 1975 по 1987 год работал старшим мастером, начальником участка, заместителем директора Саратовсельхозводопровода. В 1987 году создал и возглавил компанию «Карачай». В августе 1999 года прокуратура Карачаево-Черкесской Республики возбудила в отношении Айбазова уголовное дело по статье 159 Уголовного кодекса Российской Федерации (мошенничество в особо крупных размерах) в связи с подделкой подрядных договоров и завышением цен на выполненные работы. Вскоре дело закрыли за отсутствием состава преступления. Некоторое время являлся советником генерального директора компании «ЛУКОЙЛ-Нефтехим».
В 1995 и 1999 избирался депутатом Народного собрания Карачаево-Черкесии.
В 1996 году окончил Саратовскую государственную академию права. Доктор юридических наук, почётный доктор Карачаево-Черкесского государственного педагогического университета.
С 16 ноября 2001 года — член Совета Федерации, представитель от Народного собрания Карачаево-Черкесии.
С декабря 2001 по январь 2002 года — член Комитета по конституционному законодательству и судебно-правовым вопросам, с января по февраль 2002 — член Комитета по судебно-правовым вопросам, с января по май 2002 — член Комиссии по взаимодействию со Счётной палатой РФ, с февраля по март 2002 — заместитель председателя Комитета по судебно-правовым вопросам, с февраля 2002 по ноябрь 2007 — член Комиссии по естественным монополиям, с мая 2002 по апрель 2004 — член Комиссии по контролю за обеспечением деятельности Совета Федерации, с марта 2002 — заместитель председателя Комитета по правовым и судебным вопросам, с марта 2005 — член Комиссии по контролю за обеспечением деятельности Совета Федерации.
В январе 2009 года в преддверии выборов Народного собрания Карачаево-Черкесии четвёртого созыва вошёл в список Единой России.
28 мая 2009 года Народное собрание поддержало решение президента Карачаево-Черкесии Бориса Эбзеева об избрании Айбазова членом Совета Федерации от исполнительного органа власти Карачаево-Черкесии в связи и истечением срока его полномочий как представителя парламента.
Постановлением Совета Федерации № 197-СФ от 17 июня 2009 года подтверждены полномочия Айбазова как члена Совета Федерации — представителя исполнительного органа государственной власти Карачаево-Черкесии.
C июля 2009 года — член Комитета по правовым и судебным вопросам и член Комиссии по контролю за обеспечением деятельности Совета Федерации.
В апреле 2011 года полномочия Айбазова как члена Совета Федерации прекращены.